# Delamar Filomeno Vieira
Delamar Filomeno Vieira (Florianópolis, 15 de maio de 1926 — Florianópolis, 4 de agosto de 1984) foi um político brasileiro.
Filho de Genésio Filomeno Vieira e de Isidora Mafia Vieira. Casou com Maria da Ressurreição Vieira. Teve 4 filhos, Flávio Vieira, Fernando Luiz Vieira, Luiz Fernando Vieira e Roni Caroline Vieira. Seu Filho mais velho Flávio Vieira seguiu carreira política em Florianópolis elegendo-se por 4 vezes consecutivas vereador.
Filiado ao Partido Social Progressista (PSP), foi deputado à Assembleia Legislativa de Santa Catarina na 4ª legislatura (1959 — 1963) e na 5ª legislatura (1963 — 1967), ambas as vezes como suplente convocado.